# Brent (borgo di Londra)
Il London Borough of Brent è un borgo della Grande Londra situato nella parte nord-ovest della città, e fa parte dell'Outer London.
Confina a nord-ovest con Harrow, a nord-est con Barnet, a est con Camden e Ealing, a sud con Hammersmith & Fulham, Kensington & Chelsea e Westminster.

## Storia
Brent fu formato nel 1965 dall'area del Municipal Borough of Wembley e del Municipal Borough of Willesden di Middlesex. Deve il suo nome al fiume Brent che lo bagna.

## Distretti
- Alperton
- Brent Park
- Brondesbury
- Brondesbury Park
- Church End
- Cricklewood (nota: parte di Cricklewood è a Camden e London Borough of Barnet)
- Dollis Hill
- Dudden Hill
- Harlesden
- Kensal Green
- Kenton (nota: parte di Kenton è ad Harrow)
- Kilburn (nota: parte di Kilburn è a Camden)
- Kingsbury
- Neasden
- North Wembley
- Park Royal (nota: parte di Park Royal è ad Ealing)
- Preston
- Queen's Park
- Queensbury (nota: parte di Queensbury è ad Harrow)
- Stonebridge
- Sudbury (nota: parte di Sudbury è ad Harrow)
- Tokyngton
- Welsh Harp
- Wembley
- Wembley Park
- Willesden